# ムシュ県
ムシュ県（ムシュけん、トルコ語: Muş ili、クルド語: Parêzgeha Mûşê、アルメニア語: Մուշի մարզ）は、トルコ東部の東アナトリア地方の県。ここ6年で人口がおおよそ3万人増えている。また、東アナトリアの地域であり、クルド人が主流派である。県都はムシュ。時計回りに、北にエルズルム、東にアール、南にビトリス、バトマン、南西にディヤルバクル、西にビンギョルと接している。

## 下位自治体
ムシュ県には6つの自治体がある。
- ムシュ（Muş）
- ブラヌク（Bulanık）
- ハスキョイ（Hasköy）
- コルクト（Korkut）
- マラズギルト（Malazgirt）
- ヴァルト（Varto）

## 歴史
1071年のマラズギルトの戦いがこの県のマラズギルト周辺で行われた。
ムシュは歴史的にアナトリア人のDaron-Duruperan地域であった。また、南部の山がアルメニアとシリアの国境であった。ムシュとセソンでは19世紀末にアルメニア人とクルド人に衝突がおこっている。
この歴史的な名前はダロンであり、この県の名は議論になっており、またこの土地はアルメニア人のものだと主張する人々にアルメニア人大虐殺と関連して苦情を言われている。歌手のMuammer Ketenciogluはムシュとセソンに関してダロンと呼んでおり、トルコのテレビ、ラジオ協議会はこのような政治的発言は「トルコ国民の間に憎しみを増やす」としている。